# Licence AFPL
Pour les articles homonymes, voir Aladin.
La licence AFPL (en anglais « Aladdin Free Public License ») est une licence de logiciel propriétaire conçue dans les années 1980 par la société Aladdin Enterprises.

## Descriptif
Elle n'est pas reconnue par la Free Software Foundation comme une licence de logiciel libre car la redistribution de copies et la réutilisation du code sont interdites dans le cadre d'une activité commerciale.

### Comparaison avec les quatre libertés du logiciel libre
- Liberté 0: Oui
- Liberté 1: Oui
- Liberté 2: Non
- Liberté 3: Non